# ジョン・ドエグ
ジョン・ドエグ（John Doeg, 1908年12月7日 - 1978年4月27日）は、アメリカの男子テニス選手。メキシコ・ソノラ州グアイマスに生まれる。1930年の全米選手権男子シングルス優勝者で、同選手権の男子ダブルスでも1929年・1930年に2連覇を達成した。左利きの選手で、全米選手権の男子シングルスを通じて4人目の左利き優勝者になった。彼のテニスは、身長185cm・体重77kgの体格を生かし、強烈な勢いのあるサーブ・アンド・ボレーで素速くネットに詰めるスタイルを得意にした。フルネームは John Thomas Godfray Hope Doeg （ジョン・トーマス・ゴッドフレー・ホープ・ドエグ）という。

## 来歴
メキシコ・ソノラ州のグアイマスで生まれ、幼少時代からアメリカ・カリフォルニア州で育った。母バイオレットは、南カリフォルニアの名門テニス一家として有名だったサットン家の4人姉妹のひとりであり、ドエグはメイ・サットンの甥にあたる。名門一家の恵まれた環境で育った彼は、1927年から全米選手権に出場し始め、1929年に男子ダブルスでジョージ・ロットと組んで初優勝を果たす。1930年にドエグのテニス経歴は最盛期を迎え、全米選手権の男子シングルス・男子ダブルス優勝のほかに、ウィンブルドン男子ダブルス準優勝があった。
1930年全米選手権の男子シングルスは、ドエグにとって厳しい試合の連続となった。7回戦制のトーナメントで、ドエグは1試合もストレート勝ちがなく、とくに準々決勝のフランシス・ハンター戦では 11-13, 6-4, 3-6, 6-2, 6-4 のシーソーゲームを乗り切った。続く準決勝で、ドエグは37歳になった“ビッグ・ビル”ことビル・チルデンを相手に28本のサービス・エースを放ち、前年まで全米選手権「7勝」を挙げていた大男のチルデンを 10-8, 6-3, 3-6, 12-10 で倒した。チルデンはこの敗戦を最後に、全米選手権から引退し、1920年代の男子テニス界に君臨したチルデンの時代がここで幕を閉じる。初進出の男子シングルス決勝で、ドエグはフランク・シールズを 10-8, 1-6, 6-4, 16-14 で破って初優勝を決めた。この大会ではジョージ・ロットと組んだ男子ダブルスでも2連覇を達成し、ドエグは単複2冠を獲得した。
ドエグの全米選手権以外の4大大会出場は、1930年のウィンブルドン選手権1度だけである。唯一のウィンブルドン出場で、ドエグは男子シングルスのベスト4に進み、ロットとの男子ダブルスで準優勝した。男子シングルス準決勝ではウィルマー・アリソンに 3-6, 6-4, 6-8, 6-3, 5-7 で敗れ、決勝進出を逃す。男子ダブルス決勝で、ドエグ＆ロット組はアリソン＆ジョン・バン・リン組に 3-6, 3-6, 2-6 のストレートで完敗した。2ヶ月後の全米選手権で、ドエグとロットはアリソン＆バン・リン組に雪辱を果たしたことになる。
1931年の全米選手権で、ドエグは準決勝でダブルス・パートナーのジョージ・ロットに敗れ、大会連覇を逃した。この試合を最後に、彼は22歳でテニス界を退いた。1962年に国際テニス殿堂入り。1978年4月27日、カリフォルニア州レディングにて69歳で死去した。

## 4大大会優勝
- 全米選手権　男子シングルス：1勝（1930年）／男子ダブルス：2勝（1929年・1930年）

（ウィンブルドン選手権男子ダブルス準優勝1度：1930年）